# Ngày Quốc tế Bất bạo động
Ngày quốc tế bất bạo động (hay Ngày quốc tế không bạo lực) là một ngày do Liên Hợp Quốc đặt ra để cổ vũ cho hòa bình, tránh dùng bạo lực. Ngày này được tổ chức vào ngày 02 tháng 10 - ngày sinh nhật của Mohandas Gandhi. Ngày này ở Ấn Độ được gọi là "Gandhi Jayanti" (ngày nghỉ lễ sinh nhật Gandhi)

## Lịch sử
Trong tháng 1 năm 2004, người Iran đoạt giải Nobel Hòa bình Shirin Ebadi đã nhận một ý kiến đề nghị dành một ngày trong năm làm "Ngày quốc tế bất bạo động" từ một giáo viên tiếng Hindi ở Paris giảng dạy các sinh viên quốc tế ở Diễn đàn Xã hội thế giới tại Bombay.

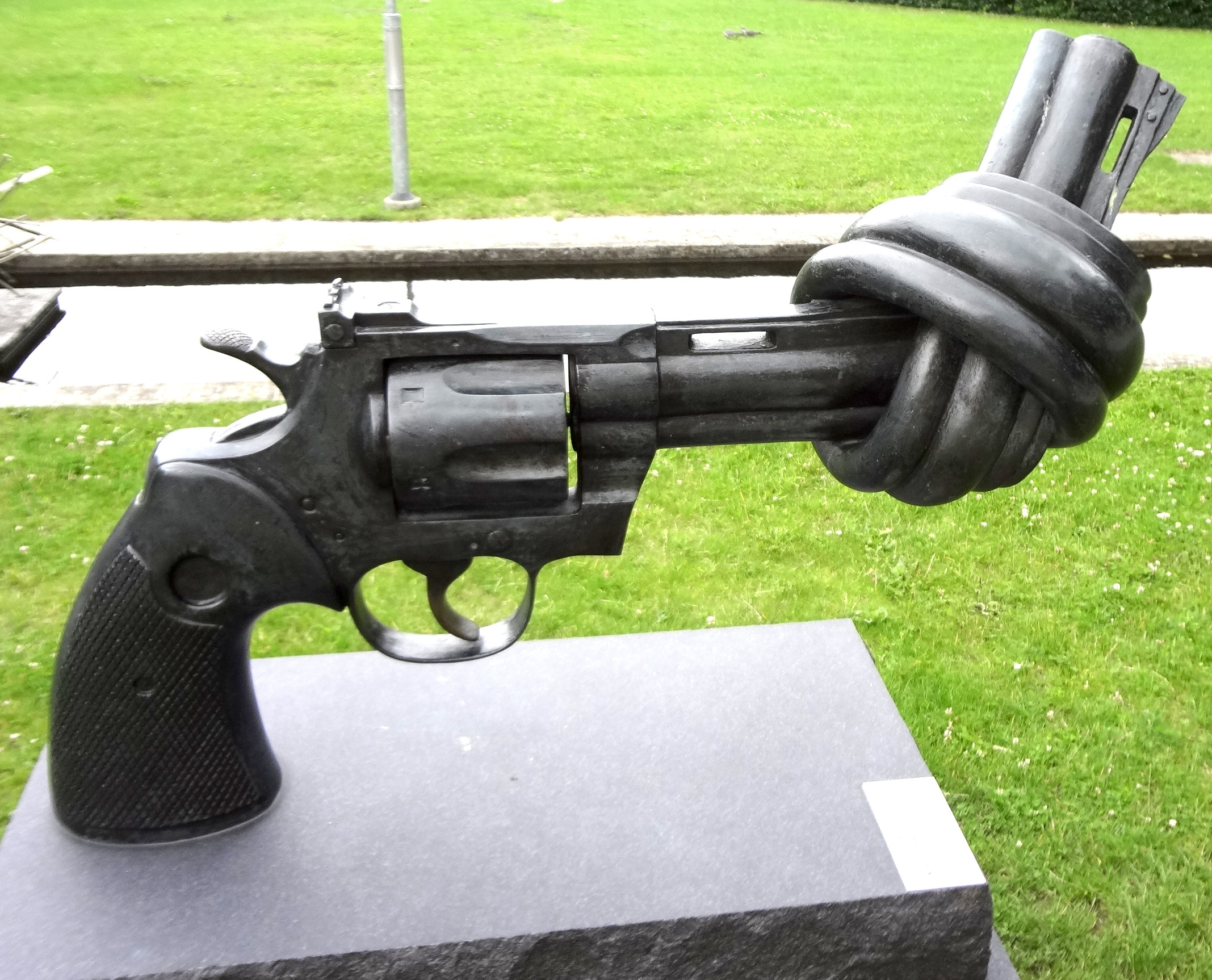
Tượng điêu khắc với hình một khẩu súng bị khóa nòng tượng trưng cho sự bất bạo động, của Carl Fredrik Reuterswärd tại Lund, Thụy Điển

Ý tưởng này dần dần thu hút được sự quan tâm của một số nhà lãnh đạo Đảng Quốc Đại Ấn Độ cho tới khi một nghị quyết "Hội nghị Satyagraha" ở New Delhi trong tháng 1 năm 2007 do bà Sonia Gandhi và Tổng Giám mục Desmond Tutu khởi xướng, kêu gọi Liên Hợp Quốc thông qua ý tưởng này.
Ngày 15 tháng 6 năm 2007, Đại hội đồng Liên Hợp Quốc đã bỏ phiếu tán thành việc lập ngày 2 tháng 10 là Ngày quốc tế bất bạo động. Nghị quyết của Đại hội đồng Liên Hợp Quốc yêu cầu mọi thành viên của hệ thống Liên Hợp Quốc tổ chức kỷ niệm ngày 2 tháng 10 theo "cách thích hợp và phổ biến thông điệp bất bạo động, kể cả thông qua việc giáo dục và nâng cao nhận thức của công chúng".

## Tem thư kỷ niệm
Cơ quan Quản lý Bưu chính Liên Hợp Quốc ở thành phố New York đã làm một con dấu đóng trên tem đặc biệt để kỷ niệm sự kiện này, theo yêu cầu của Đại sứ Ấn Độ trong "Phái đoàn đại diện thường trực của Ấn Độ tại Liên Hợp Quốc". Cơ quan quản lý Bưu chính Liên Hợp Quốc đã cho biết mọi thư gửi đi thông qua cơ quan này từ ngày 2 tháng 10 tới 31 tháng 10 đều đóng dấu này. Thông tin trên tài liệu tem khác nhau có mang dấu này được tóm tắt tại một trang web dành cho việc sưu tập tem Gandhi và có thể được truy cập ở đây. here.